# Al-Qadim: The Genie’s Curse
Al-Qadim: The Genie's Curse ist ein Computerspiel des US-amerikanischen Spieleentwicklers Cyberlore Studios aus dem Jahr 1994. Es ist das erste und bislang einzige Computerspiel, das in der Kampagnenwelt Al-Qadim des Rollenspiel-Regelwerks Advanced Dungeons & Dragons angesiedelt ist. Das Spiel ist ein Action-Rollenspiel. Es erschien im Vertrieb des US-amerikanischen Entwicklers und Publishers SSI.

## Handlung
Die Ereignisse spielen auf dem Kontinent Zakhara der Fantasywelt Abeir-Toril und ist einem arabisch angehauchten Szenario ähnlich der Märchensammlung 1001 Nacht. Die Spielfigur ist Sprössling der adeligen Al-Hazrad-Familie, einem der beiden führenden Häuser der Stadt Zaratan. Zwischen Al-Hazrad und der konkurrierenden Familie Wassab besteht eine langjährige Fehde. Doch gerade als sich ein Frieden zwischen den zerstrittenen Parteien andeutet, sinkt das Schiff mit dem Kalifen und seiner Tochter, der zukünftigen Ehefrau des Spielercharakters. Überlebende beschuldigen die Al-Hazrads, für den Schiffbruch verantwortlich zu sein. Bekräftigt wird dies durch ein Geständnis Mulibans, des Hausgeists der Familie, und mit Ausnahme des Spielercharakters werden sämtliche Familienmitglieder festgesetzt. Die Aufgabe des Spielers ist es, seine Angehörigen aus der Gefangenschaft zu befreien, die Familienehre wiederherzustellen und seine zukünftige Braut zu befreien.

## Spielprinzip und Technik
Im Gegensatz zu den zuvor von SSI veröffentlichten AD&D-Rollenspielen besitzt Al-Qadim keinerlei Charaktererstellung. Der Spieler kann seiner Spielfigur zwar einen eigenen Vornamen geben, die restlichen Charakterwerte und die Charakterklasse als Korsar sind jedoch vorgegeben. Das Spielgeschehen wird aus einer Vogelperspektive präsentiert, der Spieler steuert seine Figur direkt durch die Spielwelt. Wie in Rollenspielen üblich übernimmt der Spieler Aufgaben (Quests), für deren Erfüllung er Erfahrungspunkte erhält. Diese können kämpferische Auseinandersetzungen beinhalten, sind in einigen Fällen aber auch auf friedliche Weise lösbar, darunter einige Geschicklichkeitspuzzles. Im Kampf stehen dem Spieler Nahangriffe, Fernattacken und Magie zur Auswahl. Die Bewaffnung der Spielfigur ist genreunüblich mit dem Familienschwert der Al-Hazrads und einer Steinschleuder vorgegeben. Das gängige Sammeln und Aufwerten von Ausrüstungsgegenständen entfällt jedoch.

## Rezeption
Redakteur Michael Hengst von der Power Play bezeichnete die Verbindung von 1001 Nacht mit dem actionreichen Spielprinzip von Zelda als erfolgreich. Sowohl Hengst als auch Haupttester Volker Weitz bezeichneten den Schwierigkeitsgrad als gering.
John Terra vom US-Magazin Computer Shopper bescheinigte dem Spiel, das Al-Qadim-Szenario getreu einzufangen, und lobte sowohl Grafik als auch Sound „als typische SSI Hochqualitäts-Angebot“. Er lobte weiterhin den Umgang und die Darstellung des Themas Ehre, die nicht abgedroschen wirke.
Allen Rausch bezeichnete Al-Qadim: The Genie's Curse in einer GameSpy-Retrospektive als ein Beispiel für den Wettkampf zwischen den Spielkonsolen und dem PC. Al-Qadim sei SSIs Antwort auf den Erfolg von Nintendos The Legend of Zelda. Das Resultat sei ein Spiel gewesen, das letztlich weder Konsolenspieler noch Rollenspieler begeistern konnte, unter anderem aufgrund zahlreicher Vereinfachungen gängiger Rollenspielprinzipien.
In einer ähnlichen Retrospektive für GameSpot bezeichneten die Autoren Andrew Park und Elliott Chin das Spiel als „ein in vielerlei Hinsich verkürztes, vereinfachtes Rollenspiel“, das Hardcore-Rollenspielfans möglicherweise nicht zusagte, dessen auf Zugänglichkeit ausgerichtetes Spielprinzip jedoch auch einige Anhänger fand.
Für das MMORPG Dark Sun Online: Crimson Sands griff Entwickler SSI auf Grafiken von Al-Quadim zurück, um den Titel trotz knapper Entwicklungsressourcen rechtzeitig fertigstellen zu können.